# 14100 Weierstrass
14100 Weierstrass eller 1997 RQ5 är en asteroid i huvudbältet som upptäcktes den 8 september 1997 av den italiensk-amerikanske astronomen Paul G. Comba vid Prescott-observatoriet. Den är uppkallad efter den tyske matematikern Karl Weierstrass.
Asteroiden har en diameter på ungefär 10 kilometer.